# Conus nobilis victor
Conus nobilis victor is een ondersoort van de zeeslakkensoort Conus nobilis, uit het geslacht Conus. De slak behoort tot de familie Conidae. Conus nobilis victor werd in 1842 beschreven door Broderip. Net zoals alle soorten binnen het geslacht Conus zijn deze slakken roofzuchtig en giftig. Zij bezitten een harpoenachtige structuur waarmee ze hun prooi kunnen steken en verlammen.